# تي جاي ماكونيل
تي جاي ماكونيل (بالإنجليزية: T. J. McConnell)‏ مواليد 25 مارس 1992 في بيتسبرغ، هو لاعب كرة سلة محترف أمريكي بدأ مسيرته الاحترافية في سنة 2015 يلعب مع فريق فيلادلفيا سفنتي سيكسرز في الرابطة الوطنية لكرة السلة كلاعب هجوم خلفي ويحمل الرقم 12. يبلغ طوله 6 قدم 2 بوصة (1.9 م).

## إحصائيات المسيرة

### الموسم الاعتيادي
| السنة   | الفريق                 | لعب | بدأ | دقيقة | ميداني% | ثلاثية | حرة  | ارتداد | صنع | استلاب | تصدي | نقطة |
| ------- | ---------------------- | --- | --- | ----- | ------- | ------ | ---- | ------ | --- | ------ | ---- | ---- |
| 2015–16 | فيلادلفيا سفنتي سيكسرز | 81  | 17  | 19.8  | .470    | .348   | .634 | 3.1    | 4.5 | 1.2    | .1   | 6.1  |
| المسيرة |                        | 81  | 17  | 19.8  | .470    | .348   | .634 | 3.1    | 4.5 | 1.2    | .1   | 6.1  |

## روابط خارجية
- تي جاي ماكونيل على موقع إن بي أي (الإنجليزية)
- تي جاي ماكونيل على موقع سبورتس رفرنس (الإنجليزية)
- تي جاي ماكونيل على موقع كرة السلة الأوروبية.كوم (الإنجليزية)
- تي جاي ماكونيل على موقع إي إس بي إن.كوم (الإنجليزية)
- تي جاي ماكونيل على موقع كلية كرة السلة في سبورتس رفرنس.كوم (الإنجليزية)
- تي جاي ماكونيل على موقع ريلجم (الإنجليزية)
- تي جاي ماكونيل على موقع بروبوليرز (الإنجليزية)